# Катастрофа Ил-14 под Внуковом (1957)
Катастрофа Ил-14 под Внуковом — авиационная катастрофа самолёта Ил-14П польской авиакомпании LOT, произошедшая в пятницу 14 июня 1957 года в районе аэропорта Внуково, при этом погибли 9 человек.

## Самолёт
Ил-14П с заводским номером 6341407 и серийным 16-07 был выпущен Ташкентским авиационным заводом в 1956 году, то есть был ещё довольно новым. Авиалайнер продали в Польскую Народную Республику, где он получил бортовой номер SP-LNF и с 21 сентября того же года начал эксплуатироваться Польскими авиалиниями (LOT). В частности, это был один из трёх польских Ил-14, выполняющих полёты в Москву. Его пассажировместимость составляла 18 мест, а дальность полёта могла достигать 3 тысяч километров при крейсерской скорости 260 км/ч.

## Экипаж
Экипаж авиалайнера состоял из 5 человек:
- Командир воздушного судна — Владислав Снацки (пол. Władysław Snacki). 48 лет, ещё до войны закончил Демблинскую авиационную школу, в военный период выполнял длительные полёты, с 1946 года работал в LOT. Имел налёт свыше 8500 часов суммарной протяжённостью около полутора миллионов километров, за что был награждён нагрудным знаком «Налёт свыше миллиона километров».
- Второй пилот — Мечислав Плёндер (пол. Mieczysław Pląder).
- Бортмеханик — Мариан Семеняк (пол. Marian Siemieniak).
- Бортрадист — Михал Лукашевич (пол. Michał Łukaszewicz). Также имел нагрудный знак «Налёт свыше миллиона километров».
- Стюардесса — Ева Федоровска (пол. Ewa Fedorowska).

## Катастрофа
Борт SP-LNF выполнял регулярный международный пассажирский рейс LO232 из Варшавы в Москву, а на его борту находились 5 членов экипажа, 8 пассажиров и 819 кг груза (преимущественно почта). Согласно полученному в Варшаве экипажем прогнозу погоды, над Москвой ожидались сплошные облака с нижней границей 600 метров, а горизонтальная видимость составляла 4 километра. На подходе к аэропорту Внуково экипаж получил указание снижаться до высоты 400 метров. После прохождения Клементьева экипаж перешёл на связь с диспетчерской вышкой аэропорта и получил указание снижаться до высоты 300 метров. В 23:07 диспетчер передал указание выполнять заход на посадку по приборам. Экипаж подтвердил получение информации. Затем, примерно в 23:13, в 4,5 километрах северо-восточнее аэропорта, снизившийся под безопасную высоту авиалайнер врезался в деревья и разрушился. В катастрофе погиб почти весь экипаж, кроме стюардессы Евы Федоровски. Она получила травмы, но, несмотря на это, смогла дойти до дороги и там остановила машину, после чего приехала в аэропорт и сообщила о катастрофе. Прибывшие к месту спасательные службы обнаружили трёх выживших пассажиров-американцев. Всего в катастрофе погибли 9 человек: 4 члена экипажа и 5 пассажиров.
| Гражданство | Экипаж | Пассажиры | Всего |
| ----------- | ------ | --------- | ----- |
| Монголия    | -      | 2         | 2     |
| Польша      | 5      | 1         | 6     |
| США         | -      | 5         | 5     |
| Итого       | 5      | 8         | 13    |

## Расследование
На то время в советско-польских отношениях была напряжённость, поэтому для расследования причин происшествия была быстро собрана советско-польская комиссия, которой поставили задачу как можно быстрее установить причины, чтобы успеть до появления в газетах различных спекуляций. Состав комиссии был следующий:
Советская сторона
- Первый заместитель начальника Главного управления Гражданского воздушного флота при Совете министров СССР маршал авиации Семён Фёдорович Жаворонков — председатель комиссии
- Заместитель начальника Главного управления Гражданского воздушного флота генерал Е. М. Белецкий
- Заместитель главного прокурора транспорта И. Е. Савельев
- Заместитель начальника Министерства внутренних дел комиссар милиции 3-го ранга В. И. Галкин
- Авиационный эксперт из Главного управления службы гидрометеорологии А. В. Попов
- Авиационный эксперт из Московского совета Министерства авиатранспорта В. С. Симонян

Польская сторона
- Заместитель министра транспорта Ян Рустецки (пол. Jan Rustecki)
- Заместитель начальника LOT М. Грабовски (пол. M. Grabowski)
- Представитель Государственной комиссии по расследованию авиационных происшествий из Министерства транспорта Е. Рибарски (пол. E. Rybarski)
- Чиновник из LOT Ж. Ковальчик (пол. J. Kowalczyk)
- Инженер Департамента гражданской авиации Министерства транспорта А. Вожчеховски (пол. A. Wojczechowski)

Расследование заняло рекордно-короткий срок — 6 дней. Уже 20 июня 1957 года советско-польская комиссия подписала шестистраничный протокол об установлении причин катастрофы.

### Анализ
Как было установлено, рейс 232 следовал в Москву на эшелоне 2400 метров. Согласно прогнозу погоды, в Москве ожидались хорошие погодные условия. Полёт поначалу проходил нормально, но после Вязьмы экипаж заметил, что началось обледенение самолёта, о чём в 22:38 передал руководителю полётов в аэропорту Внуково. Начиная с этого времени полёт происходил со снижением. После прохождения Клементьева на высоте 400 метров и в условиях видимости земли экипаж доложил об этом диспетчеру, на что получил указание снижаться до высоты 300 метров по уровню аэродрома (737,4 мм рт. ст.) и направление на аэропорт. Затем за 5 минут до расчётного времени посадки экипаж сообщил диспетчеру, что они следуют курсом 65° с отклонением от курса на 20°. В 23:07 экипаж, не доложив о прохождении радиомаяка, запросил разрешение на посадку. Диспетчер, хоть и не получил доклада о прохождении радиомаяка и не определил по радиолокатору местонахождение самолёта, передал экипажу данные по выполнению посадки и дал указание переходить на связь с диспетчером старта. Когда экипаж перешёл на связь с диспетчером старта, то получил указания по выполнению посадки курсом 242° и был предупреждён, что в аэропорту идёт дождь. Далее рейсу 232 было дано указание следовать по курсу 152° к дальнему радиомаяку и выполнять заход по схеме. Экипаж подтвердил получение команды, но не начал её выполнять. Однако при этом было начато снижение для выполнения посадки. Столкновение с деревьями произошло в 23:12—23:13 в 4-х с половиной километрах северо-восточнее Внукова.
В районе катастрофы в это время погодные условия были следующими: сплошная низкая облачность, ливневый дождь, сильная болтанка и наблюдались вспышки молний. Все системы самолёта до столкновения работали исправно. Следов алкоголя в крови и мягких тканях погибших членов экипажа найдено не было, а их смерть наступила в результате телесных травм, полученных при столкновении с землёй.

### Причины
В заключении комиссии причиной катастрофы послужило столкновение самолёта с землёй из-за полёта на малой высоте, что было вызвано ошибкой экипажа, который выполнял снижение с нарушением схемы, в результате чего оказался на опасно малой высоте. Такое нарушение было вызвано излишней самоуверенностью экипажа в условиях отсутствия контроля за полётом со стороны диспетчерских служб аэропорта. Помимо этого, есть вероятность, что экипаж передавал диспетчеру неверные данные о своём местонахождении и высоте. В конце полёта экипаж также столкнулся со сложными погодными условиями, которые не были указаны в прогнозе.
Таким образом, основным виновником катастрофы комиссия назвала польский экипаж. Но значительная доля вины лежала также и на диспетчерской службе аэропорта Внуково.